# Chiesa di San Giovanni Battista (Onsernone)
La chiesa di San Giovanni Battista è un edificio religioso che si trova a Comologno, frazione di Onsernone in Canton Ticino. Essa risale alla fine del XVII secolo.

## Storia
Nel 1703, anno in cui si fondò la cappellania, l'allora piccola cappella fu ampliata e promossa a oratorio. Con l'istituzione della parrocchia (1715) furono intrapresi lavori di ampliamento, conclusi nel 1717 e che portarono la chiesa alle dimensioni attuali; solo la parte rotonda dietro all'altare dedicata al coro fu aggiunta nel 1888.

## Descrizione
La struttura è stata rimaneggiata più volte nel corso del tempo. Originariamente consisteva di 4 cappelle laterali, nel 1715 venne aggiunto il campanile, nel 1782 venne costruito il portico e nel 1888 venne costruito il coro semicircolare. Il campanile è dotato di 3 campane, una del 1735, una del 1820 ed una (la maggiore) del 1902.
L'interno è a singola navata con volta a botte.